# Egbert Rosenplänter
Egbert Rosenplänter (* 1948 in Reinhausen bei Göttingen) ist ein deutscher evangelischer Pastor, Organist, Kirchenmusiker und Komponist.

## Leben
Egbert Rosenplänter stammt aus einer Arbeiterfamilie. In Göttingen besuchte er das humanistische Max-Planck-Gymnasium. Ab seinem 14. Lebensjahr erhielt er Orgelunterricht. Nach seinem Abitur studierte er Musikwissenschaften, Philosophie und Evangelische Theologie an den Universitäten in Göttingen und in Heidelberg.
Als 25-Jähriger übernahm Rosenplänter in Osterwald im Landkreis Hameln für neun Jahre sein erstes Pfarramt. Dann wechselte er in die Pfarrstelle in Ahausen.
Egbert Rosenplänter komponierte zahlreiche Lieder und verfasste Musiktheaterstücke. Von seinen größeren Theaterprojekten – einige erschienen im Deutschen Theaterverlag – wurden mehrere an Kirchentagen aufgeführt.
Nach seiner Pensionierung zog Egbert Rosenplänter mit seiner Frau, mit der er vier Kinder hat, nach Wennigsen am Deister. Er leitet den 2013 gegründeten Chor Cantate in Empelde.

## Werke (Auswahl)
als Autor
- Lieder zum Abendmahl. Arrangements. In Zusammenarbeit mit ..... Mit Vorwort Anmerkungen zur Aufführungs-Praxis und Anleitung zur Improvisation, für 1-4–stimmigen gemischten Chor mit Klavier und Gitarre. Mel.-Instr. ad lib., Evangelischer Verein KU-Praxis e. V., Berlin [West] [1986].
- Ihr Schafe, leise. Spiellieder zu Weihnachten. Enthält: Josef und seine Frau Maria. Hört, hört, hört, ihr Leute. Die Hirten auf der Wacht. Kommt ein Engel. Halt, ihr Hirten. Hirten auf dem Felde. Sing- und Spielmusik, Melodien mit Text und Bezifferung. Gerlach, Schneverdingen ca. 1996.
- Ich sing’ im Fisch. 28 Lieder zur Bibel. Gerlach, Schneverdingen ca. 1996.
- Ich hab’ Zeit. Lieder für Clowns, Räuber und andere Leute. 27 Kinderlieder. Gerlach, Schneverdingen ca. 1996.
- Es ist Tanz auf der Wiese. Neue Kinderlieder von Insekten und Vögeln, von Märchenwesen und Zirkustieren. Mit leichter Klavierbegleitung – und Zeichnungen von Petra Jerčič. weltliche Vokalmusik. Friedemann Strube, München 2007.

als Herausgeber
- Mitten hinein will ich singen. Christ ist erstanden. Geistliche Lieder und Choräle. Mit einem Vorwort von Egbert Rosenplänter. Evangelischer Verein KU-Praxis, Berlin (West) ca. 1980.